# Adventure Master
Adventure Master була системою для написання текстових пригод із графікою, створено. Крістофером Ченсом і опублікована CBS Software у 1984 році. Вона працювала на комп'ютерах Apple II +/IIe/IIc, Atari, Commodore 64, IBM Personal і PC/PCjr. Поставлялася з кількома тестовими пригодами: «Clever Catacombs» (автор Крістофер Ченс), «Becca in Outlaw Cave» і «Wild Trails» (автор Джин Крейгхед Джордж).